# Żarczyn (województwo zachodniopomorskie)
Żarczyn (niem. Gross Schoenfeld) – wieś w Polsce położona w województwie zachodniopomorskim, w powiecie gryfińskim, w gminie Widuchowa.
31 grudnia 2008 r. wieś miała 401 mieszkańców.
Przez wieś przebiega droga wojewódzka nr 122. Znajduje się tu kościół z kamienia narzutowego z XIII w.
W latach 1975–1998 miejscowość należała administracyjnie do województwa szczecińskiego.